# Cheddar de Coleraine
 (mars 2025).
Si vous disposez d'ouvrages ou d'articles de référence ou si vous connaissez des sites web de qualité traitant du thème abordé ici, merci de compléter l'article en donnant les références utiles à sa vérifiabilité et en les liant à la section « Notes et références ».
Pour les articles homonymes, voir Coleraine (homonymie).
Le cheddar de Coleraine est un cheddar d'Irlande du Nord fabriqué à l'origine à Coleraine, dans le comté de Derry. Les produits de cheddar de Coleraine sont distribués par Dairy Produce Packers Ltd of Coleraine (qui fait partie de Kerry Group).

## Histoire
L'essentiel du cheddar de Coleraine est aujourd'hui fabriqué à Portadown, dans le comté d'Armagh.